# Carl Stål
Carl Stål (1833. március 21. – 1878. június 13.) svéd entomológus volt, aki a félfedelesszárnyúak (Hemiptera) tanulmányozására specializálódott. Zoológiai szakmunkákban nevének rövidítése: „Stål”.

## Élete és munkássága
Carl Stål Stockholm közelében, a Karlberg kastélyban született, 1833 március 21-én, és ugyancsak Stockholm közelében, Frösundavikban halt meg, 1878 június 13-án. 1853-ban felkerült az Uppsalai Egyetem listáira. Itt orvosit végzett, és 1857-ben letette az orvosi-filozófiai vizsgát. Azután 1859-ben Jénai Egyetemen az entomológia vagyis rovartan szakra ment, ahol megkapta a doktori címet. Ugyan ebben az évben Carl Henrik Boheman segéde lett, a stockholmi Svéd Természettudományi Múzeum (Naturhistoriska riksmuseet) állattani osztályánál. Itt, 1867-ben professzori címet kapott és az állattani osztály vezetője lett.
Mint entomológus bejárta Svédországot és egész Európát. Kielben Johann Christian Fabricius gyűjteményét is áttanulmányozta.
Habár Stålt tartják a félfedelesszárnyúak legnagyobb kutatójának, a tudós egyéb rovarokkal is foglalkozott. Egyenesszárnyúakról (Orthoptera), bogarakról (Coleoptera) és hártyásszárnyúakról (Hymenoptera) is vannak nyomtatásai.
1869-ben a Svéd Királyi Tudományos Akadémia (Kungliga Vetenskapsakademien) tagjának is megválasztották.

## Carl Stål által alkotott és/vagy megnevezett taxonok
Az alábbi linkben megnézhető Carl Stål taxonjainak egy része.

## Fordítás
- Ez a szócikk részben vagy egészben  a   Carl Stål című angol Wikipédia-szócikk fordításán alapul.  Az eredeti cikk szerkesztőit annak laptörténete sorolja fel. Ez a jelzés csupán a megfogalmazás eredetét és a szerzői jogokat jelzi, nem szolgál a cikkben szereplő információk forrásmegjelöléseként.